# جوناي مامادزادا
جوناي مامادزادا (بالأذرية: Günay Vüqar qızı Məmmədzadə)‏ لاعبة شطرنج أذربيجانية ولدت في 19 يونيو 2000 وتعتبر جراند ماستر فازت في عام 2009 تحت سن 10 سنوات للفتيات ببطولة العالم للشطرنج للشباب. حصلت في عام 2013 على الفتيات تحت 14 بطولة الشطرنج الشباب الأوروبي.

## روابط خارجية
- جوناي مامادزادا على موقع الاتحاد الدولي للشطرنج (الإنجليزية)
- جوناي مامادزادا على موقع مباريات الشطرنج (الإنجليزية)
- جوناي مامادزادا على موقع 365Chess.com (الإنجليزية)
- جوناي مامادزادا على موقع Chesstempo.com (الإنجليزية)

- FIDE ratings
- chess games entry